# 龙潭水库 (广州)
龙潭水库是广东省广州市从化区的一个水库。始建于1955年，1956年竣工。水库库坝长400米，集雨面积8.6平方公里，库容量600万立方米。